# Barbara Teiber

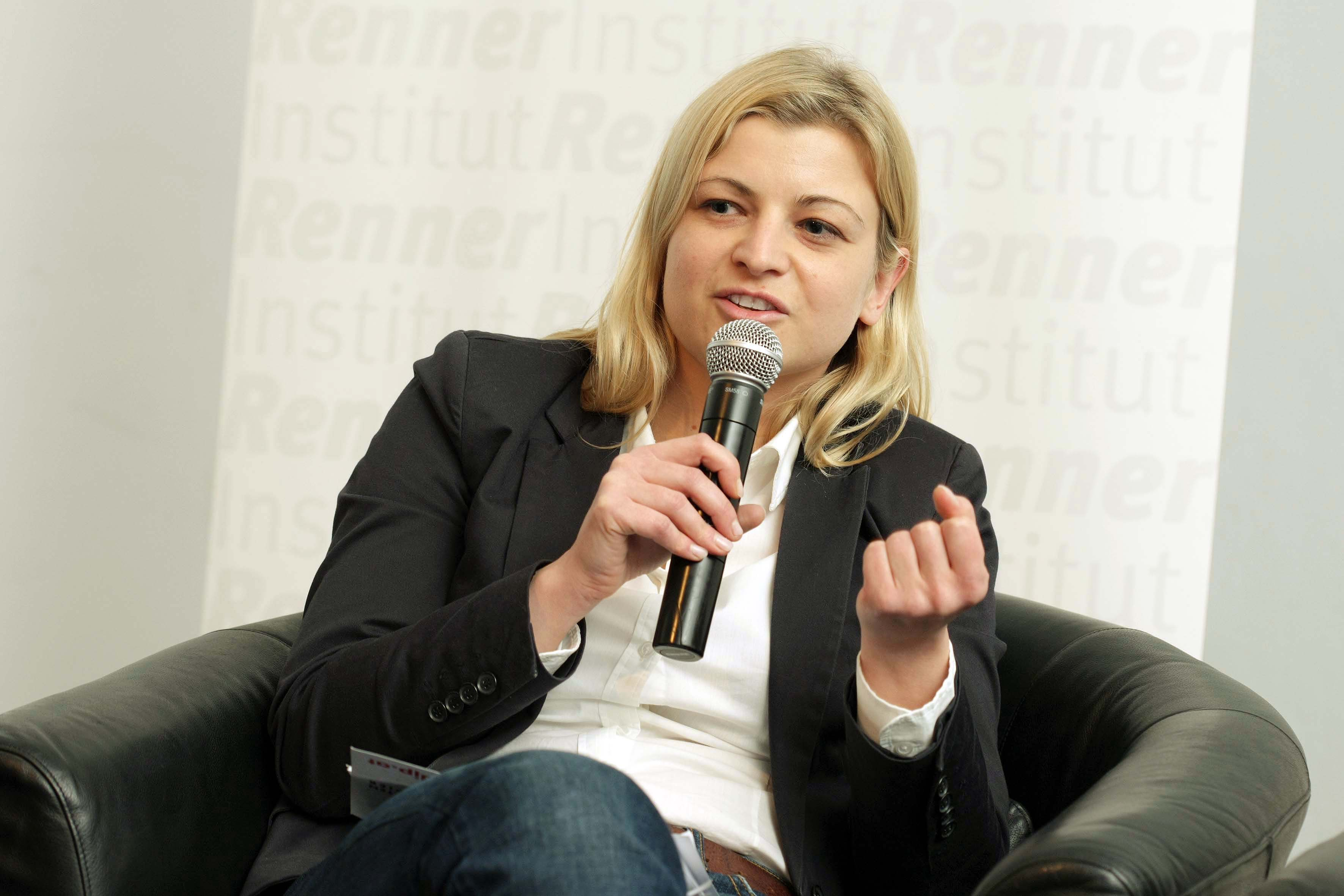
Barbara Teiber 2010

Barbara Teiber (* 5. August 1977 in Wien) ist eine österreichische Gewerkschafterin und Politikerin (SPÖ). Sie ist seit Juni 2018 Bundesvorsitzende der Gewerkschaft GPA. Von 2013 bis 2018 war sie Abgeordnete zum Wiener Landtag und Mitglied des Wiener Gemeinderats. Seit dem 24. Oktober 2024 ist sie Abgeordnete zum Nationalrat.

## Leben
Barbara Teiber war Schülerin des Gymnasiums Erlgasse. Sie war von 2001 bis 2006  Frauensekretärin der Gewerkschaft der Privatangestellten (GPA) - Wien. Danach wurde sie dort politische Sekretärin des Vorsitzenden und 2007 Bundesfrauensekretärin der  GPA-djp. Seit dem Jahr 2015 ist sie Mitglied der Bundesgeschäftsführung und seit 2018 Bundesvorsitzende der Gewerkschaft GPA (früher GPA-djp).
Seit 2004 ist sie Kammerrätin der  Arbeiterkammer Wien. Von 2007 bis 2010 war sie Mitglied des Vorstandes der AUVA. Weiters ist sie seit 2007 Stv. Vorsitzende der  FSG-Wien, seit 2007 koopt. Mitglied im Wiener Frauenkomitee, seit 2009 Vorstandsmitglied der  Arbeiterkammer Wien und 2018 wurde sie zur Vizepräsidentin der AK-Wien gewählt. Seit 2010 ist Teiber Mitglied des Vorstandes der Wiener Gebietskrankenkasse.
Im Juni 2018 folgte ihr Michael Aichinger als Abgeordneter zum Wiener Landtag und Gemeinderat nach. Als Bundesvorsitzende der GPA-djp folgte sie Wolfgang Katzian nach.
Sie gehört seit 1. April 2019 auf Arbeitnehmerseite dem Überleitungsausschuss und ab 2020 dem Verwaltungsrat der neu gegründeten Österreichischen Gesundheitskasse (ÖGK) an.
Im November 2020 wurde, nach der formalen Umbenennung der GPA-djp in „Gewerkschaft GPA“, Barbara Teiber am Bundesforum als Vorsitzende gewählt.